# Општина Басешти (Марамуреш)
Басешти (рум. Băseşti) општина је у Румунији у округу Марамуреш.
Oпштина се налази на надморској висини од 218 m.